# I Gatti di Vicolo Miracoli (album 1979)
I Gatti di Vicolo Miracoli è il terzo album del gruppo musicale italiano I Gatti di Vicolo Miracoli, pubblicato nel 1979.

## Descrizione
Il disco è l'album più noto de I Gatti di Vicolo Miracoli, pubblicato nel momento di massima popolarità conseguente alla loro partecipazione, nella formazione a quattro, al programma Non Stop di Enzo Trapani.
L'album è stato distribuito in formato LP, con poster allegato raffigurante il gruppo durante le riprese di Arrivano i gatti, e musicassetta, al momento della sua uscita. Non ne esistono successive ristampe in digitale, tuttavia tutti i brani contenuti nell'album, eccetto Segreto militare, sono presenti anche nelle raccolte pubblicate da Rhino Records nel 2008, Le più belle canzoni,  e 2016, Playlist.
Alcuni brani contenuti nell'album vengono utilizzati nella colonna sonora del film Arrivano i gatti, diretto da Carlo Vanzina e distribuito lo stesso anno. In particolare Verona Beat viene utilizzata nei titoli di testa della pellicola. Capito?! è invece la sigla della trasmissione televisiva Domenica in, nell'edizione del 1978/1979 condotta da Corrado.
Dall'album sono stati estratti i singoli: Prova/Rocky Maiale (1978), Capito?! (1978), Discogatto/Verona Beat (1979), che hanno preceduto o seguito la pubblicazione dell'album stesso.

## Tracce
Lato A
1. Discogatto
2. L'isola
3. Segreto militare
4. Capito

Lato B
1. Verona Beat
2. Rocky Maiale
3. Figli d'eroi
4. Prova

## Formazione
- Umberto Smaila: voce
- Nini Salerno: voce
- Jerry Calà: voce
- Franco Oppini: voce

## Edizioni
- 1979 - I Gatti di Vicolo Miracoli (Warner Bros. Records, T-56765, LP)
- 1979 - I Gatti di Vicolo Miracoli (Warner Bros. Records, T-456765, MC)